# Trent Meacham
Trenton « Trent » Meacham (né le 26 septembre 1985 à Champaign, Illinois) est un joueur de basket-ball évoluant aux postes de meneur ou d'arrière.

## Formation

### Lycée
Trent Meacham commence à se faire connaître en jouant pour le lycée local Centennial de Champaign. Durant ces quatre années, il remporte quelques distinctions personnelles. Durant sa troisième année (année « junior »), il atteint des moyennes de 16,4 points, 3,8 rebonds et 4 passes décisives par match, ce qui lui vaut de multiples nominations dans les meilleurs cinq locaux.
Sa quatrième année (année « senior »), il atteint les moyennes de 18,1 points, 4 rebonds et 5,6 passes décisives, qui lui valent le titre de MVP de la Big 12 Conference.

### Carrière universitaire
Meacham est repéré et engagé pour la saison 2004-2005 par l'université de Dayton, pour renforcer l'équipe de basket-ball des Flyers de Dayton qui évolue dans la Atlantic 10 Conference. Son année de freshman, première année dans le système universitaire américain, est l'occasion pour lui de montrer ses qualités d'adresse en terminant avec le meilleur pourcentage à trois points (45,9 %) et meilleur pourcentage aux lancers francs de l'équipe (89,6 %), et en réussissant une série de 25 lancers consécutifs.
Il retourne alors dans son Illinois natal, pour rejoindre l'université de l'Illinois, et évoluer avec les Illinois Fighting Illini qui jouent dans la Big Ten Conference. Il doit toutefois attendre une saison pour évoluer avec sa nouvelle équipe : le règlement de la National Collegiate Athletic Association (NCAA) appliquent aux étudiants transférés un statut de redshirt, ne leur permettant pas de jouer de rencontre officielle pendant une saison. Il dispute trois saisons avec Illinois, obtenant des statistiques de 8,4 points, 2,0 rebonds et 2,2 passes pour un total de 103 matches disputés et un temps de jeu de 26 minutes. Sur l'ensemble de sa carrière NCAA, ses statistiques sont de 8 points, 1,89 rebonds et 2,3 passes.

## Carrière professionnelle

### WBC Raiffeisen Wels
Non drafté lors de la draft 2009 de la NBA à l'issue de son année senior en université, il franchit l'Atlantique pour commencer sa carrière professionnelle en ligue championnat d'Autriche (ÖBL), au sein des WBC Raiffeisen Wels.
Il joue 37 matchs en ÖBL en tant que titulaire au poste d'arrière (pour 15,4 points; 2,6 passes décisives et 2,4 rebonds par match). Il est le meilleur marqueur de son équipe, ainsi que le tireur à trois points le plus adroit (45,0 % sur la saison), permettant au club d'accrocher la quatrième place de la saison régulière, étant éliminé dès les quarts de finale des playoffs.
Cette saison 2009-2010 est aussi pour lui l'occasion de participer à une compétition européenne : l'EuroChallenge. Son équipe est éliminée dès le premier tour au point-average, malgré un bon bilan de 3 victoires pour 3 défaites.
Malgré tout, il se fait remarquer avec de bonnes statistiques sur 6 matchs (13,5 points, 2 passes décisives et 2,5 rebonds par match).

### BG 74 Göttingen

#### EuroCoupe
Le club gagnant de l'EuroChallenge 2009-2010, cherche alors un arrière d'impact pour se lancer dans l'aventure de la seconde coupe européenne l'EuroCoupe. Les bonnes performances de Meacham en ÖBL et en Eurochallenge, convainquent le club de l'engager pour l'année.
Meacham adopte sans problème le rythme de l'EuroCoupe et établit un de ses plus beaux faits d'armes le 24 novembre 2010, lorsqu'il marque un panier au buzzer, permettant à son équipe de l'emporter sur le Beşiktaş JK. Durant le match retour contre Beşiktaş, Meacham marque 31 points. Avec le plus grand temps de jeu de son équipe (plus de 29 minutes), il est l'un des artisans principaux de la progression surprise du BG 74 Göttingen jusqu'aux quarts de finale, éliminant l'ASVEL et le Beşiktaş en saison régulière, puis Le Mans Sarthe Basket lors du Last 16.
Ses statistiques globales en EuroCoupe pour la saison 2010-2011 sont de 10,7 points, 4,6 passes décisives et 3 rebonds en 14 matchs.

### Paris Levallois
En juin 2011, après avoir perdu ses deux meneurs, Andrew Albicy (parti au BCM Gravelines) et Jimmal Ball (parti en Nationale 1), le Paris-Levallois Basket cherche un nouveau meneur. Le 4 juin 2011, le club annonce la signature de Meacham pour un an comme titulaire au poste de meneur.
Pour son premier match contre le STB Le Havre, il compile 10 passes décisives pour 2 balles perdues, 7 points et 6 rebonds (pour 17 d'évaluation).

### Nanterre puis ASVEL
Il choisit de prendre sa retraite à l'issue de la saison 2011-2012, cependant il reprend sa carrière en signant à Nanterre en décembre 2012 avec lequel il remporte le titre de champion de France en 2013.
Champion de France en titre, Nanterre participe donc à l'Euroligue 2013-2014. L'équipe est toutefois éliminée lors de la saison régulière et reversée en EuroCoupe. En janvier, Meacham est nommé meilleur joueur de la deuxième journée du Top 32 avec une évaluation de 33 (28 points à 5 sur 7 à trois points, 5 passes décisives et 4 rebonds) dans une victoire contre Pınar Karşıyaka.
Le 11 mai 2014, il remporte la Coupe de France avec Nanterre en battant Nancy 55 à 50. Il est également élu MVP de cette rencontre qu'il termine avec 12 points et 2 passes décisives.
À l'été 2014, Meacham rejoint l'Olimpia Milan. En février 2015, il signe finalement un contrat avec l'ASVEL pour pallier l'absence sur blessure de Taurean Green. Il remporte un nouveau titre de champion de France avec le club rhodanien avant de quitter le club en mars 2017 pour se rapprocher de sa famille restée aux États-Unis.

### Retour à la compétition avec Boulazac
Le 21 octobre 2017, Trenton Meacham revient à la compétition avec Boulazac en Pro A en grande difficulté en championnat,. Il prend finalement sa retraite à l'issue de cette saison sans être parvenu à sauver le club qui sera finalement repêché administrativement.

## Clubs
- 2009-2010 :  WBC Raiffeisen Wels (ÖBL)
- 2010-2011 :  BG 74 Göttingen (Basketball-Bundesliga)
- 2011-2012 :  Paris-Levallois (Pro A)
- Déc. 2012-2014 :  JSF Nanterre (Pro A)
- 2014-2015 :  Olimpia Milan (LegA)
- Fév. 2015-Mars. 2017:  ASVEL Lyon-Villeurbanne (Pro A)
- 2017-2018 :  Boulazac Basket Dordogne (Pro A)

## Palmarès

### En club
- Champion de Pro A en 2016 avec l'ASVEL.
- Champion de Pro A en 2013 avec Nanterre.
- Vainqueur de la Coupe de France 2014 avec Nanterre.

### Distinctions personnelles
- Participation au All-Star Game LNB : 2013.
- Élu MVP des quarts de finale des playoffs 2013 de Pro A avec Nanterre
- Élu MVP de la finale de la Coupe de France 2014.